# Albert Bunjaku
Albert Bunjaku (Gjilan, 29 november 1983) is een Kosovaars-Zwitsers voetballer die bij voorkeur als aanvaller speelt. Hij tekende in de zomer van 2014 een contract bij FC Sankt Gallen, waarmee hij in de Raiffeisen Super League uitkomt. Voordien speelde hij voor onder meer 1. FC Nürnberg, 1. FC Kaiserslautern, FC Schaffhausen en FC Rot-Weiß Erfurt. In november 2009 debuteerde hij in het Zwitsers voetbalelftal. Vijf jaar later maakte hij de overstap naar het Kosovaars voetbalelftal, dat in 2014 opgericht werd.

## Interlandcarrière
Bunjaku speelde vijftien wedstrijden voor het jeugdelftal van Zwitserland, waarin hij zeven doelpunten maakte. Onder leiding van de Duitse bondscoach Ottmar Hitzfeld maakte Barmettler zijn debuut voor het Zwitsers voetbalelftal op 14 november 2009 in de oefenwedstrijd tegen Noorwegen (0-1) in Lancy, net als verdediger Heinz Barmettler (FC Zürich). Hij viel in die wedstrijd na 45 minuten in voor Eren Derdiyok.
Na zijn interlanddebuut voor Zwitserland behoorde hij oorspronkelijk niet tot de 23 spelers, die Hitzfeld mee wilde nemen naar het wereldkampioenschap voetbal 2010, maar hij werd alsnog opgeroepen nadat Marco Streller zich geblesseerd afmeldde. Bunjaku kwam in actie op het toernooi toen hij in de 77e minuut van de tweede groepswedstrijd tegen Chili (1–0 verlies) Gelson Fernandes verving. Na 2010 kwam Bunjako niet meer in actie in het Zwitsers elftal. Toen Kosovo in 2014 een eigen nationaal elftal kreeg, werd Bunjaku door bondscoach Albert Bunjaki opgeroepen voor de eerste interland. Bunjaku begon deze eerste interland van Kosovo tegen Haïti in de basis.

## Cluboverzicht
| Seizoen | Club                 | Competitie              | Wedstrijden | Doelpunten |
| ------- | -------------------- | ----------------------- | ----------- | ---------- |
| 2003/04 | FC Schaffhausen      | Challenge League        | 29          | 10         |
| 2004/05 | FC Schaffhausen      | Axpo Super League       | 24          | 2          |
| 2005/06 | FC Schaffhausen      | Axpo Super League       | 15          | 1          |
| 2005/06 | SC Paderborn 07      | 2. Bundesliga           | 10          | 0          |
| 2006/07 | FC Rot-Weiß Erfurt   | Regionalliga Nord       | 28          | 9          |
| 2007/08 | FC Rot-Weiß Erfurt   | Regionalliga Nord       | 28          | 16         |
| 2008/09 | FC Rot-Weiß Erfurt   | 3. Liga                 | 18          | 9          |
| 2008/09 | 1. FC Nürnberg       | 2. Bundesliga           | 7           | 1          |
| 2009/10 | 1. FC Nürnberg       | Bundesliga              | 28          | 12         |
| 2010/11 | 1. FC Nürnberg       | Bundesliga              | 3           | 0          |
| 2011/12 | 1. FC Nürnberg       | Bundesliga              | 17          | 1          |
| 2012/13 | 1. FC Kaiserslautern | 2. Bundesliga           | 28          | 13         |
| 2013/14 | 1. FC Kaiserslautern | 2. Bundesliga           | 3           | 0          |
| 2014/15 | FC Sankt Gallen      | Raiffeisen Super League | 12          | 4          |

### Internationale wedstrijden
| №                                     | Datum              | Wedstrijd                | Uitslag            | Competitie         | Goals              |
| Namens Zwitserland                    | Namens Zwitserland | Namens Zwitserland       | Namens Zwitserland | Namens Zwitserland | Namens Zwitserland |
| ------------------------------------- | ------------------ | ------------------------ | ------------------ | ------------------ | ------------------ |
| 1.                                    | 14 november 2009   | Zwitserland – Noorwegen  | 0 – 1              | Vriendschappelijk  | 0                  |
| 2.                                    | 3 maart 2010       | Zwitserland – Uruguay    | 1 – 3              | Vriendschappelijk  | 0                  |
| 3.                                    | 1 juni 2010        | Zwitserland – Costa Rica | 0 – 1              | Vriendschappelijk  | 0                  |
| 4.                                    | 1 juni 2010        | Chili – Zwitserland      | 1 – 0              | WK 2010            | 0                  |
| 5.                                    | 11 augustus 2010   | Oostenrijk – Zwitserland | 0 – 1              | Vriendschappelijk  | 0                  |
| 6.                                    | 3 september 2010   | Zwitserland – Oostenrijk | 0 – 0              | Vriendschappelijk  | 0                  |
| Namens Kosovo                         |                    |                          |                    |                    |                    |
| 1.                                    | 5 maart 2014       | Kosovo – Haïti           | 0 – 0              | Vriendschappelijk  | 0                  |
| 2.                                    | 21 mei 2014        | Kosovo – Turkije         | 1 – 6              | Vriendschappelijk  | 1                  |
| 3.                                    | 25 mei 2014        | Kosovo – Senegal         | 1 – 3              | Vriendschappelijk  | 1                  |
| Totaal                                | Totaal             | Totaal                   | Totaal             | Totaal             | 2                  |
| Laatst bijgewerkt op 1 november 2014. |                    |                          |                    |                    |                    |